# Eisenaueralm
Die Eisenaueralm ist eine große Alm in der Gemeinde Sankt Gilgen im österreichischen Bundesland Salzburg. Die im Besitz einer Agrargemeinschaft befindliche Rodungsalm liegt nördlich des Schafbergs, in einer Seehöhe von 1000 m ü. A. Auf der Alm befinden sich 6 Almgebäude, die über eine nicht öffentliche Forststraße erreichbar sind. Die Eisenaueralm ist ein beliebtes Ausflugsziel. Die Buchberghütte und die Kienberghütte werden als Bewirtungsbetrieb geführt.

## Geologie
Im Almgebiet existierte ein kleiner alter, historisch aber nicht genau einzuordnender Eisenschurfbau. Der Schurfbau war auf linsen- bis lagerförmige limonitische Vererzungen innerhalb des Hauptdolomits angesetzt. Eine lokale Verarbeitung ist durch zahlreiche Schlackenfunde im Bereich der Alm belegt.

## Wanderwege
- Vom Kreuzstein am Mondsee auf die Alm
- Vom Ortsteil Kienberg entlang des Kienbachs über die Forststraße
- Von Burgau über den Voralpenweg